# صندليات
الصندليات (الاسم العلمي: Santalales) هي رتبة من النباتات تتبع طائفة ثنائيات الفلقة من شعبة حقيقيات الأوراق.

## من فصائلها
- الصندلية (باللاتينية: Santalaceae)
- الأولاكسية (باللاتينية: Olacaceae)